# Game Center
Game Center là một dịch vụ của Apple cho phép người dùng chơi và thách đấu với bạn bè của họ khi chơi các trò chơi trực tuyến nhiều người chơi. Các trò chơi hiện có thể chia sẻ tính năng nhiều người chơi giữa các phiên bản macOS và iOS của ứng dụng.
Game Center được các nhà phát triển triển khai từ iOS 4.1 trở lên và macOS 10.12 trở lên, thông qua khung GameKit. Game Center khả dụng trên iPod Touch thế hệ 2 trở lên (yêu cầu iOS 4.1 trở lên), iPhone 3GS trở lên (yêu cầu iOS 4.1 trở lên), tất cả các kiểu iPad (yêu cầu iOS 4.2 trở lên), máy tính Mac chạy macOS Sierra 10.12 trở lên, Apple TV 4 chạy tvOS và Apple Watch chạy watchOS 3.

## Lịch sử
Trò chơi điện tử đã trở thành một phần quan trọng của nền tảng iOS khi Apple ra mắt App Store vào ngày 10 tháng 7 năm 2008. Không giống như các hệ thống điều khiển khác hiện có trên thị trường, Apple không có mạng xã hội và không có nhiều người chơi thống nhất cho nền tảng của họ. Vấn đề này đã sớm được giải quyết bởi các dịch vụ bên thứ ba, chẳng hạn như OpenFeint, Plus+, AGON Online và Scoreloop. Các dịch vụ này có quyền kiểm soát môi trường trò chơi trực tuyến và với nhiều dịch vụ bên thứ ba tham gia, chúng để lại trải nghiệm không được thống nhất.
Game Center đã được công bố trong sự kiện công bố bản xem trước iOS 4 do Apple tổ chức vào ngày 8 tháng 4 năm 2010. Bản xem trước đã được phát hành để các nhà phát triển Apple đăng ký vào tháng 8. Nó được phát hành vào ngày 8 tháng 9 năm 2010 với iOS 4.1 trên iPhone 4, iPhone 3GS và iPod Touch thế hệ 2 đến thế hệ 4 và với iOS 4.2 trở lên trên iPad.
Phiên bản cập nhật của Game Center đã được phát hành với iOS 5 có tính năng bổ sung trò chơi theo lượt, ảnh người chơi, gợi ý kết bạn và điểm thành tích. Bản cập nhật iOS 6 đã bổ sung thêm tính năng Thử thách, một cách để người chơi thách thức những người chơi khác để vượt qua điểm số của bảng xếp hạng hoặc giành được thành tích.
Vào ngày 13 tháng 6 năm 2016, ứng dụng đã bị xóa khỏi iOS 10 và macOS Sierra, tuy nhiên, dịch vụ này vẫn tồn tại và người chơi hiện vẫn có thể quản lý hồ sơ Game Center của mình từ ứng dụng Cài đặt. Vào ngày 24 tháng 6 năm 2020, Game Center trở lại và được thiết kế lại trong iOS 14, iPadOS 14 và macOS Big Sur. Vào ngày 14 tháng 7 năm 2021, tiện ích Game Center đã được giới thiệu với các kích cỡ khác nhau trong iOS 15, iPadOS 15 và macOS Monterey.
Từ Game Center, người chơi có thể kết nối với bạn bè, gửi yêu cầu kết bạn, bắt đầu chơi trò chơi và tổ chức các trò chơi nhiều người chơi trực tuyến. Số lượng bạn bè có thể kết nối với một tài khoản Game Center tối đa là 500 người. Một số trò chơi có thể có thành tích, trong đó khi hoàn thành một nhiệm vụ cụ thể, người chơi sẽ được thưởng thêm điểm. Tùy thuộc vào từng trò chơi, bảng thành tích có thể xuất hiện nơi người chơi có thể so sánh điểm của mình với bạn bè hoặc những người chơi khác trên thế giới.
Nhiều trò chơi trên iOS sử dụng Game Center, nhưng không phải tất cả chúng đều sử dụng mọi tính năng. Các ứng dụng có thể chọn bao gồm bất kỳ hoặc tất cả các tính năng sau được Game Center hỗ trợ:
- Bảng xếp hạng – so sánh điểm số với bạn bè của người chơi và với những người chơi khác từ khắp nơi trên thế giới.
- Thành tích – điểm được thưởng cho người chơi như một phần của hệ thống theo dõi thành tích của Game Center. Người chơi có thể kiếm điểm bằng cách hoàn thành các thử thách trong các màn chơi cụ thể. Người chơi không thể sử dụng điểm cho bất kỳ điều gì khác ngoài việc thăng hạng trong bảng xếp hạng của trò chơi đó. Nó được phát triển để người chơi có thể giao lưu và cạnh tranh với nhau.
- Nhiều người chơi – trò chơi có thể tổ chức các trận đấu trong thời gian thực, giữa bạn bè của người chơi hoặc bằng cách "kết hợp tự động" với những người chơi ngẫu nhiên từ khắp nơi trên thế giới.